# タックス本部
株式会社タックス本部（タックスほんぶ、T.A.X. Co.,Ltd.）は、中古車販売店チェーン「タックス」（TAX）、および軽自動車専門店チェーン「ウイウイ」(OuiOui)を展開する日本の企業。
本社は東京都練馬区。
関連企業として、中古車買取専門店チェーン「カウカウ」（COW-COW）を運営する株式会社カウカウ本部などがある。

## タックス
日本全国に180店舗以上（2020年12月）を有する大手チェーン。
年間で12万台の自動車を販売するとしている。
フランチャイズ・チェーンと紹介されることも多いが、実際にはボランタリー・チェーンであり、品揃えなどの営業方針は各加盟企業の裁量に任されている。
なお、TAXとはTotal Automobile eXcellenceの意味。

## ウイウイ
女性客を主なターゲットとした軽自動車専門店チェーンである。
2002年から出店を開始した。
俗に新古車と呼ばれる登録済み未使用車を多く揃えていることを売りにしている。
出店開始当初、2004年には200店舗体制を構築するとしていたが、2006年6月時点で22店舗にとどまっている。

## カウカウ
2006年6月時点で80店舗を有する中古車買取専門店チェーン。
タックスとの関係を強調し、買い取った車をオークションに回さず直接販売することで、オークション価格を上回る高価買取が可能とアピールしている。

## イメージキャラクター
2006年7月現在、渡辺裕之がタックスとカウカウのイメージキャラクターを務めている。また、イメージキャラクターとは異なるが、神奈川県内では、FMヨコハマでもCMが放送されている。ただし、出演しているのは、渡辺ではなく、FMヨコハマのDJ栗原治久である。
なお、カウカウの昔のイメージキャラクターはタレントの坂上二郎だった。
TVQ九州放送では、一部の販売店により2005年に芸能界を引退した旧イメージキャラクターの山口リエラが出演していたバージョンを現在も放送している（ナレーション・テロップは当該販売店の宣伝）。また、別の販売店はブルドッグを起用した独自制作のバージョンを放送。ただ、タックス・カウカウ全体のCMとしては渡辺バージョンである。